# スズキ・フロンテ
フロンテ (Fronte) は、鈴木自動車工業（現・スズキ）が生産していた軽自動車である。なお、本項目ではフロンテシリーズの基本形となるセダンを中心に記述し、フロンテハッチを含む商用モデル（ライトバン）についても記述する。

## 車名の由来
「フロンティア精神」の「フロンティア」（業界の先駆者）から。初代モデルが採用した駆動方式のFFにも通ずる車名だが、それとは裏腹に2代目から4代目にかけてはRR（リアエンジン・リアドライブ）を採用。5代目以降は結果的にFFに原点復帰した。
「フロンテ」は社内公募によって命名されたもので、「フロンティアスピリット」とFF方式のクルマ、という意味が込められている。

## 概要
スズキから1955年 (昭和30年)に日本初の軽4輪乗用車スズライトが発売されながらも、当時はまだ軽乗用車の需要が少なく、2年後には商用バンのみにラインナップを整理したが、1958年 (昭和33年)発売のスバル・360が大ヒットすると、これに触発されたスズキは再び軽乗用車の市場投入を決意。
その結果発売された初代がレースでもポテンシャルの高さを示したことで、1960 - 70年代のスズキを代表するモデルへと成長し、1979年（昭和54年）に派生車アルトが登場し大ヒットとなるまでは、長年にわたりスズキを代表する軽乗用車だった。フロンテが乗用モデル（5ナンバー）であったのに対し（後述のフロンテバン、フロンテハッチを除く）、当初のアルトはフロンテとプラットフォームを共用した商用モデル（4ナンバーの軽ボンネットバン）として発売された。
1989年（平成元年）にフロンテはアルトに統合され、かつてのフロンテに相当する乗用車仕様は5ナンバーの「アルト（セダン）」、商用車仕様は4ナンバーの「アルトバン」となっている。
東京モーターショー2005では、フロンテ360をモチーフにしたスズキLCが出品された。

## 初代 TLA/FEA/FEA-II型（1962年 - 1967年）
初代は、2代目スズライトをベースに開発されたが、スズライトがドイツのボルクヴァルトのロイトLP400をベースに開発されていたため、丸みを帯びた2ドアセダンボディを初め、盛り上がったフロントフェンダーや小径の丸型ヘッドランプなど、フロントの外観はロイトとよく似ており、リアのサイドウィンドーもハンドルで昇降可能だった。
当時は主流ではなかったFFを採用したのも、ロイトを参考にしたためだが、フロンテには現在のクルマにも使われているボール型ジョイントが初採用されるなど、スズキの独自性も盛り込まれた。
価格は38万円で明らかに、スバル・360の39万円を意識した価格だったが、その牙城は崩せなかった。

### 年表
- 1962年（昭和37年）
  - 1月[4]- 生産開始。
  - 3月 - スズライトバンTL型（1959年9月登場）の乗用車版『スズライト･フロンテ』として登場。駆動方式はFF。エンジンは空冷2ストローク直列2気筒360 cc。
- 1963年（昭和38年）
  - 3月 - FEA型になる。FEAでは、ボアxストロークを変更したFE型エンジンに換装され、エンジンオイルとガソリンを混ぜて使う混合燃料方式から、自動分離潤滑方式「セルミックス」へと変更された[5]。これは、オイルとガソリンを別のタンクに入れ、シリンダーの準滑用にはキャブレターで適量をガソリンに混合し、機械部分には、オイルポンプで潤滑するというもので、このシステムの採用によって常に理想の混合比が得られるようになったため、排煙が少なくなり、オイルの消費量も抑えられるというメリットがあった[5]。
    - 同時にフロントグリルを中心としたフェイスリフトを行い、トランクを開けた瞬間に荷物が落ちるというトラブルが報告されていたため、トランクゲートを下ヒンジに変更するなどの改良を実施[5]。
    - FEA型は毎年のようにマイナーチェンジを行い、室内デザインも改善されていった[5]。

  - 5月 - 鈴鹿サーキットで開催された第1回日本グランプリに「FEA型」が参戦し、軽4輪部門で3位以下に1km以上もの差をつけてワンツーフィニッシュするなど性能の高さを見せた[2]。
- 1965年（昭和40年）10月 - FEA-II型になる。ヘッドランプをフロントグリルと一体化した形状に変更した他、エンジンの高回転化に対応するため、エンジンオイルをクランクベアリングに直接噴射する「CCI(Cylinder Crank Injection)」方式を採用し、わずか1psながら出力アップも果たしている[5]。
- 1967年 (昭和42年) 
  - 1月[4] - 生産終了。在庫販売体制に入る。
  - 3月 - 販売終了。

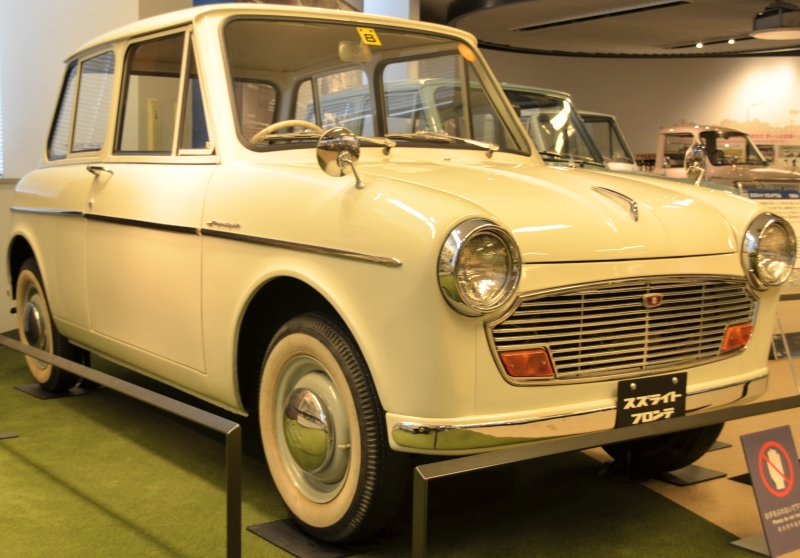
TLA型

## 2代目 LC10型（1967年 - 1970年）
2代目は、車名が「フロンテ360」となり、駆動方式をRRに、コラムシフトからフロアシフトに変更。ボディタイプは2ドアセダンと3ドアバンの2種類で、車体後部のオーバーハング部分に搭載されたエンジンは、将来的に高出力化を見越して、2輪車のエンジンをベースに新開発された2ストロークの直列3気筒だった。3つのシリンダーはそれぞれ独立した構造となり、高い冷却性能を保持しており、回転のバランスは、理論上4ストローク直列6気筒と同等で、快適なフィーリングと高回転でのパワーを両立させたこのエンジンを搭載したことで、ライバル車に対して大きな優位性を持った。
インパネ周りのステアリングは、スポーティデザインで、正面に大型のコンビネーションメーターが配されている。
当時のエンジンルームは、後車軸の更に後ろ側にオーバーハングして搭載されたエンジンが、空気の流れを整えるためにカバーで覆われている。。

### 年表
- 1967年（昭和42年）
  - 1月[7] - 生産開始。
  - 6月 - 発売。
  - 10 - 12月 - 月産3,000台を予定していたところ、この3カ月で2万6,281台と、目標の3倍の数字を叩き出す大ヒットとなる[6]。
    - その後も月産8,000台以上をキープし、ホンダやダイハツ、スバルも「打倒フロンテ」を目指して次々と新型車を投入するようになった[8]。
- 1968年（昭和43年）
  - 8月 - アルミシリンダーの新型エンジンの性能と耐久性をアピールするため、SSのプロトタイプを2代仕立てて、イタリアの高速道路「アウトストラーダ・デルソル（太陽の道）」でのテストを行った[11]。
    - 元F1ドライバーのスターリング・モスと2輪レーサーの伊藤光夫をドライバーに迎え、当時速度無制限だった約750kmの行程を、6時間6分間ノートラブルで走破[11]。これは平均速度122.44km/hであり、途中で134.1km/hもマーク[11]。これはSSの公称最高速度120km/hを超えるものだった[11]。

  - 11月 - 高性能バージョン「SS」を追加。エンジンは、キャブレターをシリンダーごとに一つずつ、合計3つ装備し、圧縮比を高めることにより、ノーマル比+11psを達成している[8]。
    - また、そのハイパワーに対応するため、シリンダーブロックはアルミ製とし、冷却効率も高められ、こうした改良の結果、SSの性能は最高速度125km/h、0-400mの加速タイムが19.95秒という、軽自動車としては驚異的なものとなり、4速MTながら全般にシンクロナイザーを装備したが、本来は高速回転が苦手な2ストロークエンジンをレッドゾーンである8,400rpmまで回すために、低回転域は犠牲になった[8]。
    - 4,000rpm以下のトルクは実用的ではなく（タコメーターは3,500rpm以下がイエローゾーンとされた[12]）、ドライバーは常に高回転を維持する必要があったため、販売店では、市街地での扱いにくさをしっかりと説明するように求められていた[8]。
- 1970年（昭和45年）
  - 4月 - 「SSS」を追加。この時、標準エンジンも馬力が向上している[8]。
    - インパネはダッシュボードが木目調となり、メーターも3連丸型に変更されている[10]。

  - 10月 - 生産・販売終了。排出ガス規制により、わずか3年でフルモデルチェンジとなったが、軽自動車の歴史に確固たる地位を築いた一台となった[6]。

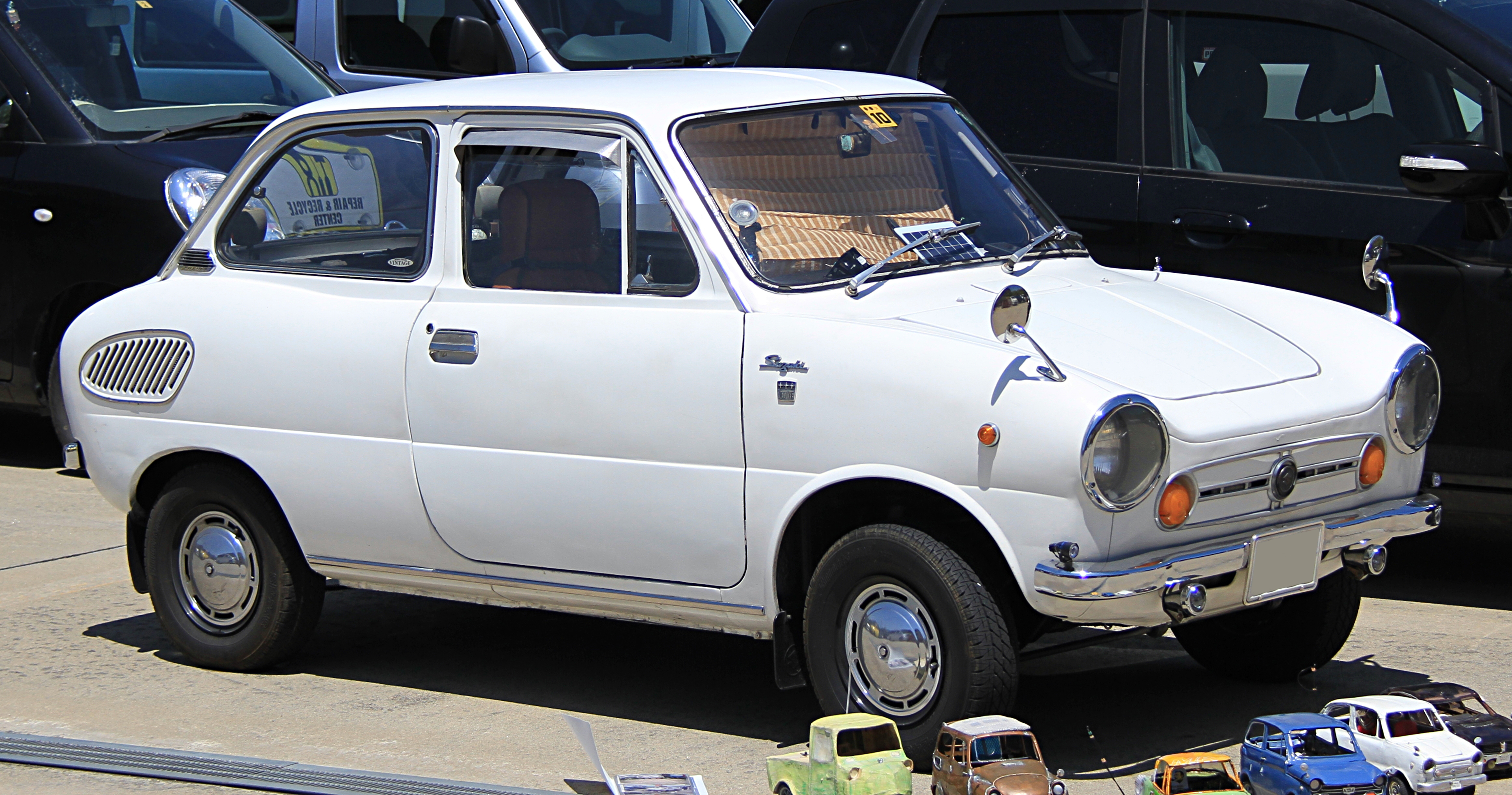
デラックス フロント
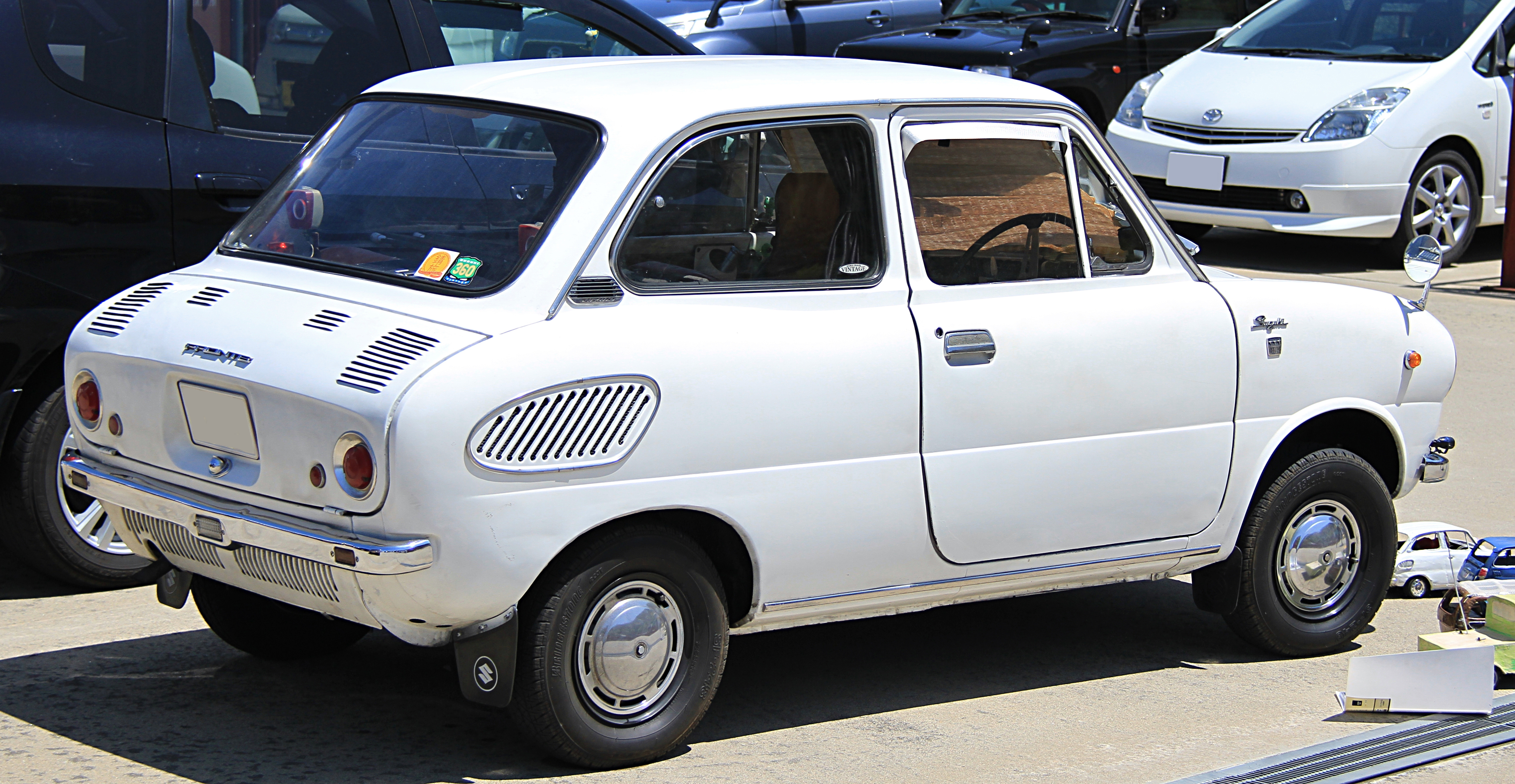
デラックス リア
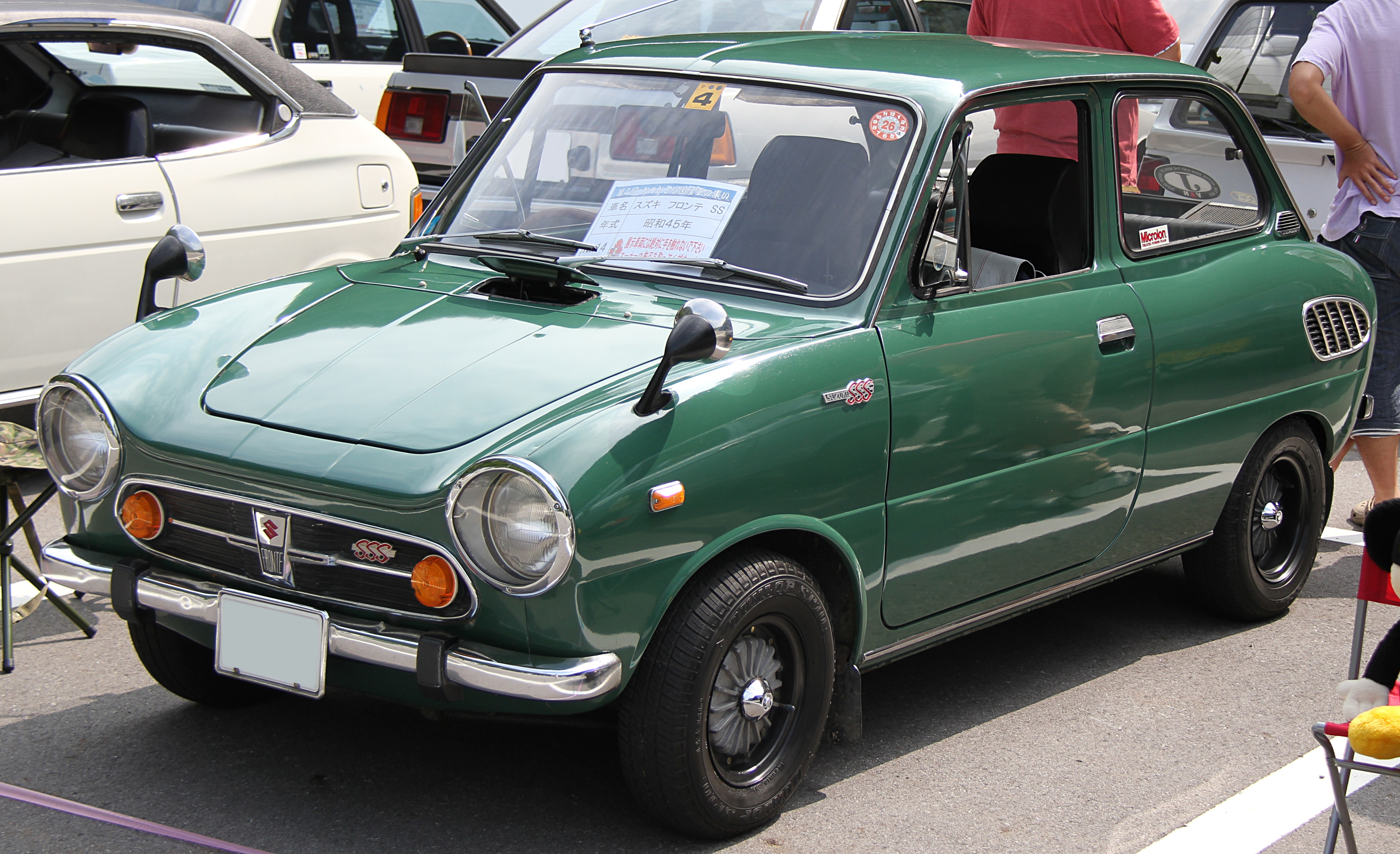
SSS フロント
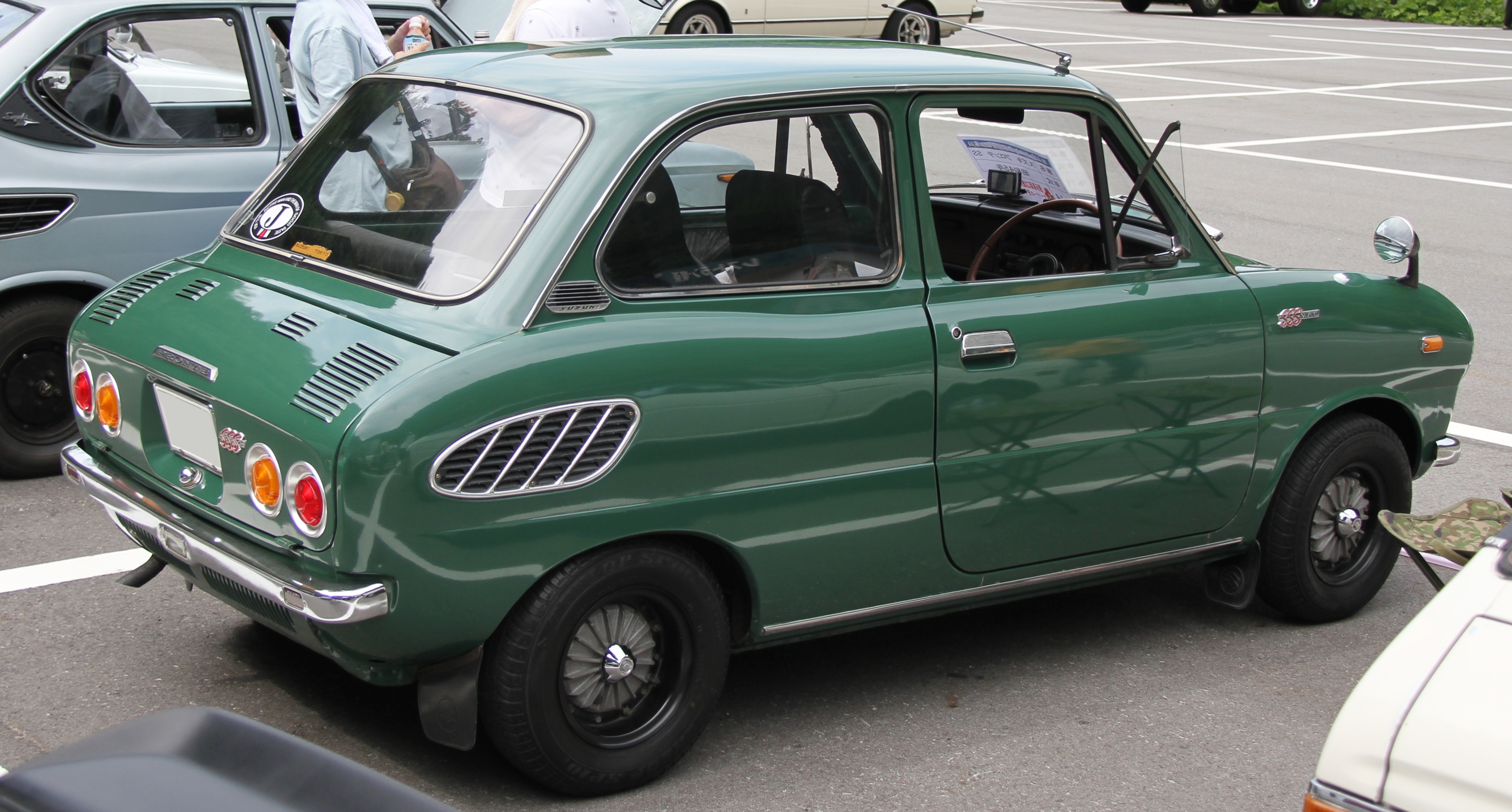
SSS リア
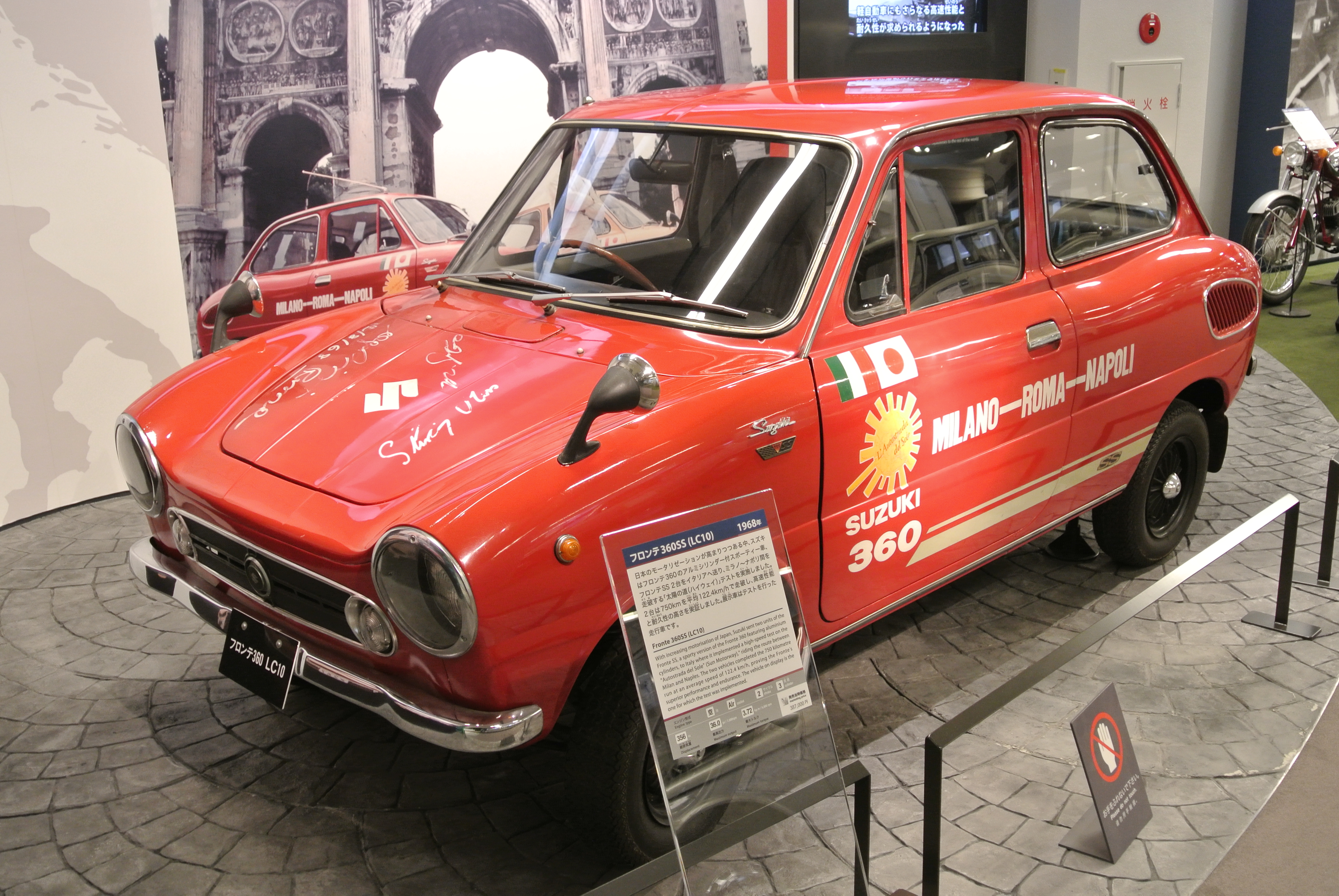
アウトストラーダ走行テスト車両

### フロンテバン LS10/LS11/LS20
1969年1月登場。スズライトTLではセダンとバンは共通設計で、駆動方式も共に横置きFFであったが、フロンテ360がRRとなったことで、商用車（ライトバン）への流用に不都合が生じた。スバル360カスタムがリアエンジンのまま後部を荷室に変更したため積載性に難があったのに対して、スズキはフロンテの名で全く構成の異なるバンを新規に開発することで解決を図った。フロンテバン(LS10型)は荷室容積と登り勾配のトラクション確保が容易なFRが採用された。エンジンもフロンテ360のLC10型をベースにしながら、縦置きに設計変更された。スタイルはコークボトルラインのフロンテ360に対して直線基調のプレーンなスタイルとされた。後にこのモデルでは後席の居住性を高めた乗用モデルのフロンテ・エステート(LS11型)が追加された。さらに1970年、エステートをベースにテールゲートを廃したカスタム／ハイカスタム(LS11型)も追加。1972年には、水冷版フロンテバン(LS20型)が登場した。外観はそのままであるが、エンジンは3気筒水冷のLC10W型に変更され、28psと馬力も上がった。後ライトのグリルやウィンカーランプの位置やテールランプなどが変更された。1973年4月、フロンテハッチ(LS30型)にフルモデルチェンジし生産を終了した

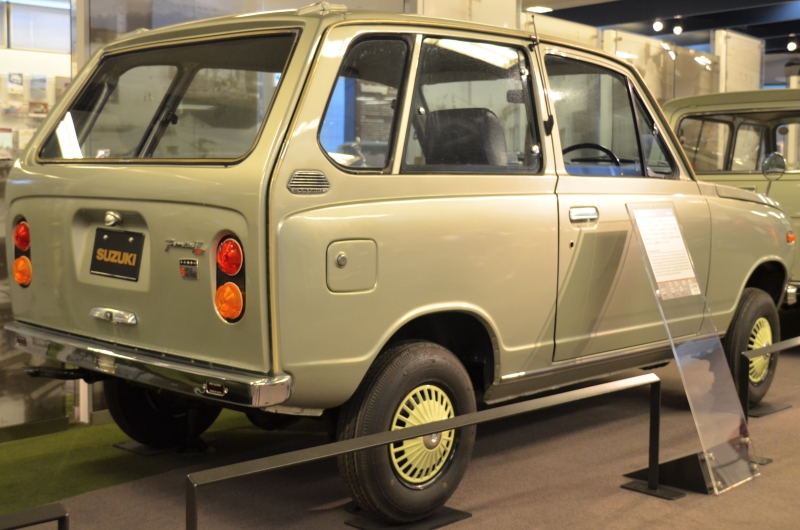
リア

## 3代目 LC10 II型（1970年 - 1976年）
3代目は、1975年から始まる本格的な排出ガス規制を目前に控えながら、軽自動車のパワーウォーズを制した結果として、販売面でもトップセールスを記録し、1979年にアルトが登場するまで、同社の中心車種となった。
エンジンは基本的に従来の空冷3気筒2ストロークエンジンを使用。カタログのキャッチコピーでは「2サイクル3気筒は4サイクル6気筒に匹敵する」としていた。スタンダード、デラックス、スーパーデラックスは31馬力。ハイスーパー、Sは34馬力。SSS系は36馬力。ボディスタイルは全く新しいものとされ、直線基調の2ボックス（カムバック）スタイルとされた。車高は1,260 mm（スポーツ系）とかなり低く設定された一方、フロントのトランクは拡大され、通称「スティングレイ・ルック」と呼ばれた。また、軽自動車としては初めて吊り下げ式クーラーが設定された。

### 年表
- 1970年（昭和45年）
  - 1月[16] - 生産開始。
  - 11月 - 3代目フロンテ（フロンテ 71〈セブンティーワン〉）発売。型式名はLC10-II型。グレード構成は、スタンダード、デラックス、ハイデラックス、スーパーデラックス、ハイスーパー、S、SSS、SSS-R。SSS-Rの「R」は、ラジアルタイヤ（135SR10サイズ）標準装備の意味。
- 1971年（昭和46年）
  - 5月 - 71W追加発売（空冷車と併売）。フロンテ71のボディはそのままに、新しい水冷エンジンを搭載したモデル。型式はLC10W型。グレードは当初GL-W、GT-W、GT-RWの3機種。「W」は水冷（Water cooled）、「R」はラジアルタイヤ（135SR10サイズ）標準装備を表す。
  - 9月 - 3代目フロンテをベースにした、軽自動車枠のスポーツカー、「フロンテ・クーペ」発売。セダン系とは別に、独自の車種構成を展開していく（詳細はフロンテ・クーペを参照）。
  - 11月 - マイナーチェンジで72（セブンティ・ツー）フロンテに名称変更。同時にフロントグリルや内装のデザイン変更が施された[17]。
- 1972年（昭和47年）
  - 3月 - 水冷エンジンにもシングルキャブ仕様が追加設定され、空冷モデルと同等のベーシックグレードとして販売された[17]。
  - 10月 - マイナーチェンジで73年型としてニューフロンテシリーズを発売。ヘッドランプは角型2灯式から丸型2灯式に変更したほか、フロントグリルやボンネットフードの形状などに大幅なデザイン変更が加えられ、空冷エンジンはスタンダードとオートクラッチのみの設定となり、水冷エンジンへのシフトが事実上完了し、上級グレードでは、リアコンビネーションランプにガーニッシュを装備し、三角窓を廃止するなど、当時の小型車のトレンドが取り入れられていた[17]。
- 1973年 (昭和48年)
  - 1月[16]  - 生産終了。在庫販売体制に入る。
  - 7月 - 4代目と入れ替わる形でセダンの販売終了。

## 4代目 LC20/SS10/SS20型（1973年 - 1979年）
4代目は、3代目のシャープなイメージから「オーバーシェル」へとスタイルを変えた。
競合車に対抗するため、開発当初からファミリーユースへの対応も図り、新たに4ドアモデルも設定し、ガラスハッチを全車に採用したほか、カタログでも「ワイド」「広い」といった言葉を多用し、「親しみのフロンテ」というキャッチフレーズを打ち出していた。
駆動方式は、リアに水冷直列3気筒356㏄の2ストロークエンジンを配置したRRレイアウトを踏襲し、実用性向上のため、フロントのトランクルームに加えて、リアのエンジンルーム上部にも荷室を設け、リアウィンドーのガラスハッチを開閉式にしているが、一時固定式に変更されたこともあった。

### 年表
- 1973年（昭和48年）
  - 1月[22] - 生産開始。
  - 7月 - 発売。
  - 10月 - 第1次オイルショックが発生し、ガソリン価格高騰により、低燃費軽自動車には追い風が吹くかと思われたが、同月には軽自動車にも車検制度が導入されており、維持費の上昇が忌避されたことで、逆に軽自動車全体の販売台数が減少する事態に対し、このモデルではさらなる燃費向上を図ることになる[22]。
- 1974年（昭和49年） - エンジン出力の変更（37 ps車は35 ps、34 ps車は32 ps）を実施。翌年からの黄色ナンバープレート装着に対処すべくプレート枠を改造したほか、グレード名称の変更も行い、従来のツーリスモシリーズはGT type IIのみとなり、2ドアセダンに統合[23]。
- 1976年（昭和51年）5月 - 軽自動車規格改正に合わせてボディを拡大する[21]マイナーチェンジを実施し、内外装の変更を行っている。型式もSS10となり、これ以降の4代目モデルは「フロンテ7-S（セブン・エス）」と呼ばれていた。GT type IIが廃止され、全車全輪ドラムブレーキに戻る[23]。
  - 「7-S」とは7つのコンセプトを示したもので、それぞれ「Space=ゆとりある居住空間」「Safety=ワイドトレッドによる操縦安定性、強力バンパーの採用などによる安全性能向上」「Save money=リッター18 kmの燃費をはじめとした経済性」「Silent=室内の静粛性アップ」「Stamina=ハイトルクの新型3気筒水冷エンジン搭載」「Suzuki Tow Catalyst=スズキ独自の排出ガス浄化システム、2段酸化触媒を採用」を意味している[23]。
  - エンジンはフルスケールへの対応は間に合わず、443 ccとなっている[23]。
  - 1975年の排気ガス規制には対応できず、半ば特例で暫定措置としてHC排出規制値を緩くしてもらう形となっていた[25]。
- 1977年（昭和52年）
  - 5月 - 一部改良。2ストロークエンジンの昭和53年排出ガス規制適合[23]。
  - 6月 -ダイハツ製550 cc直列2気筒4サイクルSOHCエンジン（AB型エンジン）を一部のグレードに搭載[23]。[注釈 2]。このダイハツ製エンジンはあくまでも「つなぎ」で、4代目の4サイクル仕様は1978年（昭和53年）10月の仕様変更で正式に自社製のF5A型に完全移行し、型式もSS11に変更された。
  - 10月 - マイナーチェンジ。2ストローク車のエンジンを539 ccのT5Aに変更。型式もSS20となる[23]。
- 1978年 (昭和53年) 10月 - エンジンを自社開発の4ストロークエンジンであるF5A型に変更[23]。
  - このエンジンは、後にスズキの主流エンジンとなったが、一方で排出ガス規制に適合した2ストロークエンジンも2代目ジムニー（SJ30型）で長らく使われた[23]。
- 1979年 (昭和54年)
  - 1月[22] - 生産終了。在庫販売体制に入る。
  - 5月 - 大人気となったアルトの姉妹車として登場した5代目にバトンタッチする形で、販売終了[21]。

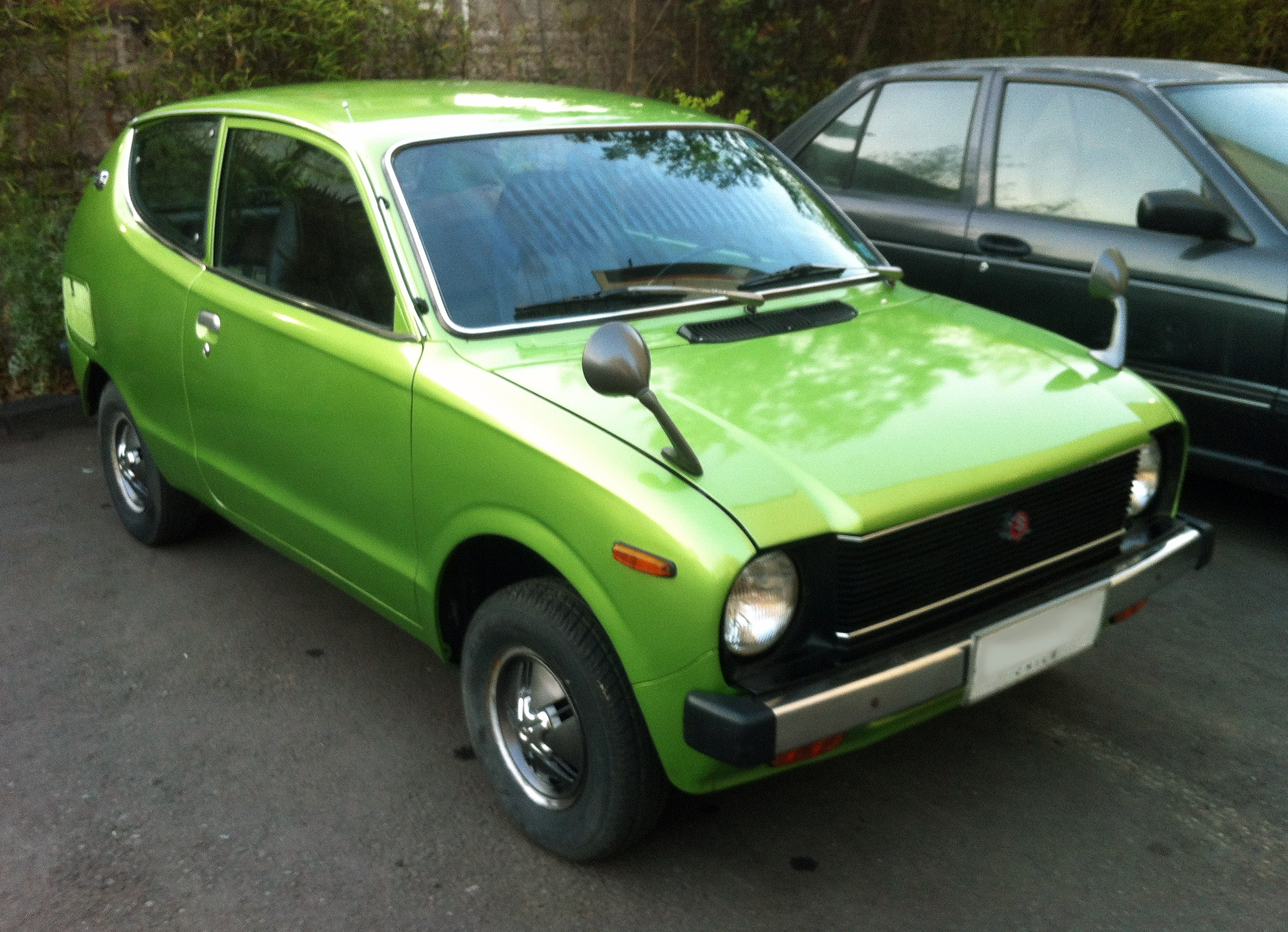
2ドアセダン（SS10、チリ）
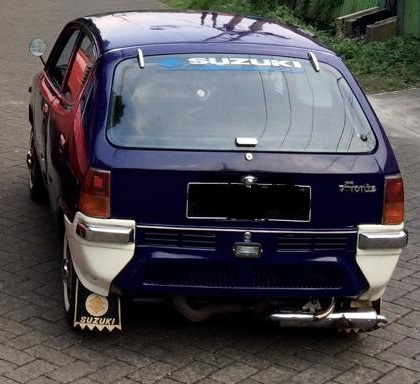
LC20 "FC" 4ドアセダン リア

### フロンテハッチ LS30

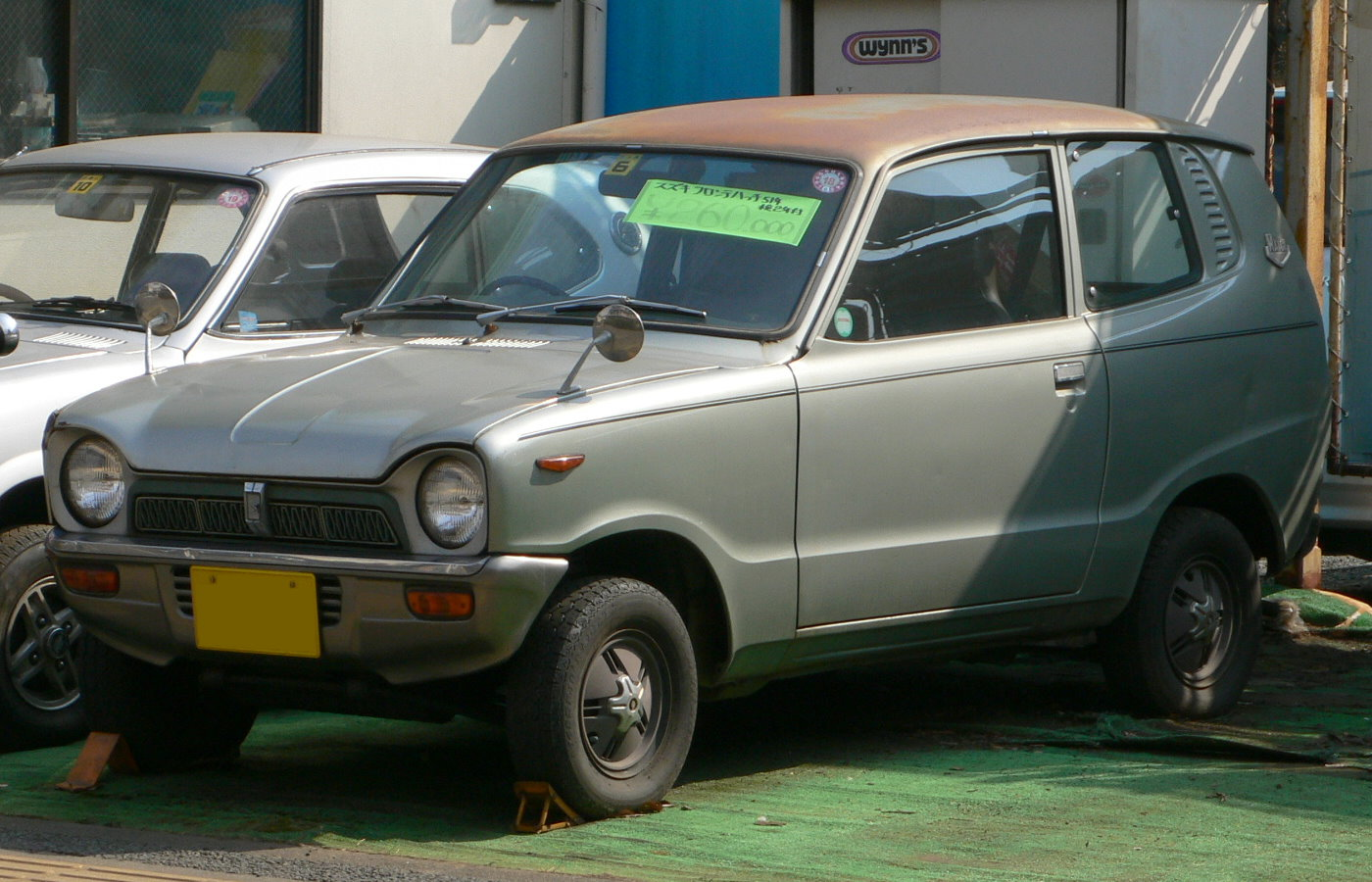
フロンテハッチ LS30

- 1973年（昭和48年）登場。FR車は名称が「フロンテ・ハッチ」(LS30型)となる。フロンテエステートなどの乗用モデルが廃止され、商用モデルのみとなった。当時のブームを反映して、レジャーユーズを強く訴求しており、リアのラゲッジスペースはハッチ・ルームと名付けられた[26]。
  - なお、フロンテハッチは発売当時、運輸省には先代フロンテバン派生のハッチバックモデルという扱いで届け出られたため、届け出された「認定型式」は先代フロンテバンと同じLS20型とし、販売店向けに布告される「通称型式[27]」のみを新型のLS30型とする事で区分が行われた。このような経緯を辿ったため、フロンテハッチの車台番号はLS30ではなく、フロンテバンと同じLS20から始まる番号で打刻されており、後年の資料における型式分類に幾分の混乱を招く結果となっている[28]。

### ハッチ55 SH10
- 1976年（昭和51年）、前年9月の道路運送車両法の改正を受け、新規格に合わせて、排気量（360 ccから550 ccへ）と車体寸法を拡大（全長+200 mm、全幅+100 mm）した「ハッチ55」（ハッチゴーゴー、SH10型）となる。エンジンは水冷3気筒のLJ50型である。フロンテハッチで特徴的だった釣り目気味でアクの強いヘッドライト回りの造形が、後年のアルトに似た直線基調のデザインに改められ、顔付き全体も穏やかな印象となった[29]。レジャーユーズを強く訴求していたフロンテハッチとは一転し、車体や排気量がより大きくなった事を踏まえて、走行性能が向上した多用途車としての宣伝が行われており、より商用車然とした位置付けの車種となっていった[28]。
- 1979年（昭和54年）、アルト(SS30V型)にモデルチェンジし、生産・販売を終了した。

## 5代目 SS30/40型（1979年 - 1984年）
5代目は、2代目から採用してきたRRレイアウトを捨て、駆動方式を初代と同様のFFに戻し、同時に商用版として登場し、大ヒットした初代アルトとはシャシを共用する姉妹車となり、ボディは1976年（昭和51年）に改定された軽自動車規格に合わせ、先代よりも全長で200 ㎜、全幅で100 ㎜拡大するとともに、直線基調のデザインに変更された。
先代まで存在した3ドアハッチバックはアルトに譲り、4ドア+ガラスハッチに一本化された。
最大のセールスポイントは120 ㎜延長されたホイールベースによる室内空間の拡大で、後席の足元は小型乗用車並みとアピールされ、エクステリアは広い視野を確保したウィンドウや大型のコンビネーションランプ、バンパーなどを備え、さらにチャイルドロックなどの採用で安全性も追求されていた。
インパネには安全性を意識して、無反射メーターなどを採用したほか、リアシートを可倒式にしたことで、アウトドアやショッピングに役立つ荷室スペースを確保し、上級グレードの「FX-G」や「FS-G」には分割可倒式も採用された。
エンジンは、2ストロークのみで登場したアルトに対して、フロンテは4代目の最終モデルで搭載された4ストローク3気筒を加えた2タイプが採用され、登場時には550 ㏄直列3気筒2ストロークのT5B型エンジンと、550cc直列3気筒4ストロークのF5A型エンジンが設定された。T5B型は4代目のマイナーチェンジ後に搭載されていたRR用T5A型エンジンを、FF専用に改良したエンジンで、2ストロークらしく低回転域での扱いやすいトルク特性や、高回転まで吹けあがる瞬発力に優れ、4ストロークのF5A型エンジンはスズキ初の自動車用量産4ストロークエンジンで、経済性と静粛性に優れていた。
スズキの軽自動車におけるライバルだった三菱、ダイハツ、スバルに対していち早く新規格に対応したボディを採用し、軽自動車ながら大人4人での移動が可能で軽自動車の狭くて非力なイメージを変える存在だったが、本車より20万円安い47万円という戦略的な低価格で登場したアルトの存在があまりにもエポックメイキングとなったため、話題性や販売面でも、アルトの陰に埋もれがちとなったうえに、実際の開発も商用ボンネットバンのアルト主導で進められたため、各部でコストダウンが図られており、価格競争力はあるものの、乗用車としての全体的なクオリティでは他社に見劣りする部分もあった。

### 年表
- 1979年（昭和54年）
  - 1月[31] - 生産開始。
  - 5月 - 発売。
    - この時のトランスミッションは、4速MTのみで、ブレーキは2系統ブレーキを採用したオートアジャスター付きの4輪ドラムブレーキだった[32]。
    - サスペンションはRRからFFへの移行によって大幅なコストダウンが図られた[32]。
    - グレード展開は、2ストロークモデルが「FX」系の4グレード、4ストロークモデルが「FS」系の4グレードとなり、最上級モデルの「FX-G」「FS-G」は分割可倒式リアシートを採用[32]。この2グレードと「FX-C」「FS-C」にはハッチゲートオープナーを装備し、ライト＆ワイパー類のスイッチがマルチユースレバーだった[32]。。
    - 安全装備としてフロント3点、リア2点式のシートベルトや、当時の軽自動車としては珍しい大型バンパーなどを採用し、廉価版のFX、FS以外はリアドアにチャイルドロック機構を装備した[32]。
- 1980年 (昭和55年) 5月 - 廉価グレード機種のFS-A（4ストロークモデル）、FX-A（2ストロークモデル）を追加設定（従来グレードから発展）。
- 1981年（昭和56年）
  - 5月 - マイナーチェンジ ヘッドランプ周りの意匠が変更されるとともに、T5B型2ストロークエンジンがラインナップから消滅[32]。
  - 10月 - トルクコンバーター式の2速ATのFS-Q（FS-QGとFS-QAの2グレード）シリーズを追加[32]。
- 1982年（昭和57年）
  - 2月 - ガラスサンルーフ仕様の追加設定（グレードはFS-YG）。
  - 不明 - パキスタンのパック・スズキ・モーターで初の海外生産を開始[34]。
- 1983年（昭和58年）
  - 5月 - マイナーチェンジ。ヘッドランプを角型に変更し、フロントグリルも左右非対称デザインに改められた[32]。また、道路運送車両の保安基準が改正されたことに伴いドアミラーが採用され、一部グレードにデジタルメーターが装備された[32]。
  - 12月 - エンジンをF8Aとしたマルチ・800（初代）をインドのマルチ・ウドヨグ（現・マルチ・スズキ・インディア）で生産・販売開始。
- 1984年 (昭和59年)
  - 1月[31] - 生産終了。在庫対応分のみの販売となる。
  - 9月 - 6代目と交代して販売終了。

## 6代目 CB71/72型（1984年 - 1988年）
6代目は、ファミリーユーザーを意識して開発されており、前述の事情からプラットフォームから全面的に刷新されたが、4ドアから5ドアハッチバックへと生まれ変わったボディの最大の特徴は、カタログで「クラスNo.1」と謳われた広さで、アルトが女性ユーザーをターゲットとしたのに対し、フロンテはファミリー層をターゲットにしており、家族で乗りやすいようにと、ホイールベースを延長。
全長、全幅は5代目と変わらないものの、全高は75㎜高く設定され、室内空間は拡大されており、フロントシートのヘッドレストを外して後方へ倒すことで、リアシートと一体化したフルフラットシートとして利用することもできたが、逆にリアシートを前方へ倒して広いラゲッジスペースも作り出せる上に、シートアレンジによる様々な使い方が提案され、アルトに搭載された回転ドライバーズシートも採用されている。
搭載エンジンは、水冷直列3気筒SOHCシングルキャブ仕様のF5A型のみ。昭和53年排出ガス規制に併せて、4代目の途中で追加されたエンジンだが、25km/Lという、当時の乗用車としてもトップレベルの低燃費を実現。
駆動方式はFFだけで、トランスミッションは、4速/5速MTと2速ATという構成で、最上級グレード「FG」のブレーキは、前がディスク、後ろがドラムで、それ以外は前後ドラム式になる。
当時は初代アルトのヒットをきっかけに、セカンドカーとしての軽自動車ブームが起きており、ユーザーのニーズに合わせて様々なバリエーション展開を見せた6代目フロンテの販売も好調だったが、同時に2代目へとモデルチェンジしていたアルトのバリエーションも増加し、両車の差がほとんど無くなったため、次第に、税制面で有利な商用車のアルトへと人気が集中していく。
こうしてアルト人気の影に隠れたフロンテは、スズキの主力モデルの地位を、完全にアルトに明け渡すことになった。

### 年表
- 1984年 (昭和59年)
  - 1月[35] - 生産開始。
  - 9月 - 発売。
- 1986年 (昭和61年)
  - 1月 - インドで2代目マルチ・800として販売開始。ちなみに20年以上に渡りほぼモデルチェンジを実施することなく、2014年1月まで販売されていた。
  - 7月 - マイナーチェンジ。リアサスペンションを全車リーフリジッドからスズキ独自のアイソトレーテッド・トレーリング・リンク（I.T.L）式[36]へ変更し、これによって乗り心地と操縦安定性が向上しただけではなく、リアオーバーハングの短縮も可能となり、ホイールベースをさらに延ばす余裕が生まれており、同時に、ヘッドランプやフロントグリルの意匠変更、エアダム一体バンパーの採用といったフェイスリフトを実施し、エンジンも細部の見直しが行われた[36]。
- 1987年(昭和62年) 1月 - 2代目アルトに搭載されていたEPI(電子制御燃料噴射装置)仕様のDOHC12バルブエンジンを搭載した「フロンテ・ツインカム」と呼ばれるスポーティモデルをラインナップに追加[36]。
  - ボディは専用に設計された3ドアハッチバックで、商用車仕様の「アルト・ツインカム」とほぼ同じスペックだった[36]。
- 1988年 (昭和63年)
  - 1月 - 4WDモデルのFMと、5ドアハッチバックのツインカムを追加[36]。
  - 10月 - 前月に登場した7代目と入れ替わって生産・販売終了。

## 7代目 CN11型（1988年 - 1989年）
- 1988年 (昭和63年)
  - 1月[39] - 生産開始。
  - 9月 - 発売。5ドアハッチバックのボディに最新の12バルブエンジンであるF5B型を搭載し、ほとんどのモデルに12インチタイヤやフロントディスクブレーキを装着して販売され、テレスコピック付きチルトステアリングや、上下5段階調節可能なシートベルトのショルダーアジャスターなどをクラス初搭載するなどの装備面も充実し、2ウェイシートリフターの採用や微調整可能なシートスライドで体に合った運転ポジションを選択できた[38]。
- 1989年 (平成元年)
  - 1月[39]- オーダーストップに伴い、生産終了。在庫対応分のみの販売となる。
  - 3月 -翌月からの消費税導入に伴って物品税が廃止されると事態が一変し、物品税がかからなかった商用車にも消費税が課せられることになり、軽商用車のメリットが消滅した結果、アルトに吸収統合される形でフロンテの販売終了[38]。こうしてスズキの主力ブランドだったフロンテは27年間のシリーズライフに終止符を打った[38]。ちなみに歴代フロンテの中で販売期間6か月[38]は歴代最短である。

スズライトシリーズ・フロンテシリーズの総合販売台数は約170万台。